# النقوب (الموصل)
النقوب قناة ري قديمة، حفرها الملك الآشوري آشور ناصربال الثاني (883-859 ق.م) ليجري الماء فيها من الزاب الأعلى فيروي سهول النمرود. يسمى هذا الأثر (النگوب) أو (النقوب)، وهو اسم محلي اطلقه أهل تلك البقاع على صدر هذه القناة، لوجود ثلاثة أبواب أو (نقوب) في سفح هضبة صخرية كان ماء الزاب الأعلى يمر منها إلى هذه القناة.
تقع النقوب على الضفة اليمنى للزاب الأعلى، على بعد 50 كيلومتراً جنوب شرق الموصل، ويمكن الذهاب إليها على الطريق الرابط بين دير مار بهنام والكوير. وهي قناة واسعة تبدأ بنفق نقر في جوف الصخر في نقطة يصطدم فيها تيار ماء الزاب بقوة وهي في إنحدار الزاب نحو دجلة. وبعد خروج الماء من هذا النفق، يجري في قناة مفتوحة نقرت بالصخر، عرضها نحو من أربعة أمتار، تمتد موازية للزاب، ثم تتجه نحو سهل النمرود.
لقد وسع الملك آسرحدون (680-669 ق.م) هذه القناة. ووجد عالم الآثار السير أوستن هنري لايارد في الطرف الخارجي من النفق لوحاً من الحجر كتب عليه ان أسرحدون قد جدد حفر القناة التي شقها من قبله آشور ناصربال الثاني.
ان مستوى النفق أصبح اليوم أعلى من ماء الزاب، بسبب الترسبات التي حصلت فيه، فطمرت القناة ولم يعد الماء يجري فيها.